# Yala Municipality Stadium
Das Yala Municipality Stadium (Thai สนามเทศบาลนครยะลา) ist ein Fußballstadion mit Leichtathletikanlage in der thailändischen Stadt Yala in der Provinz Yala. Es ist die Heimspielstätte des Fußballvereins Jalor City FC. Die Anlage bietet 3000 Zuschauern Platz. Eigentümer der Sportanlage ist die Gemeinde Yala.